# Stevenage
Stevenage (pronuncia [ˈstiːvənɪdʒ]) è una città e un borough dell'Hertfordshire, Inghilterra, Regno Unito.
La città è ubicata tra Letchworth Garden City a nord e Welwyn Garden City a sud.
Stevenage dista circa 30 miglia (50 km) da Londra. La sua popolazione era di 1.430 nel 1801, 4.049 nel 1901, 79.724 nel 2001 e di 84.651 nel 2007. Il maggior incremento fu registrato tra gli anni '50 e '60 quando per Stevenage fu definito un nuovo piano di ristrutturazione e di sviluppo con il New Towns Act del 1946.
In questa città, il 7 gennaio 1985, nacque il pilota di Formula 1 Lewis Hamilton.

## Amministrazione

### Gemellaggi
- Şımkent, dal 2005
- Kadoma, dal 1989
- Ingelheim, dal 1963
- Autun